# 金川粉报春
金川粉报春（学名：Primula fangii）为报春花科报春花属下的一个种。

## 扩展阅读
- 維基物種上的相關：金川粉报春